# カヤネズミ
カヤネズミ（萱鼠、茅鼠、学名：Micromys minutus）は、ネズミ目（齧歯目）ネズミ科カヤネズミ属に属する小型のネズミ類の1種である。種小名 minutus は「小さい」の意。頭胴長 54～79mm、尾長 47～91mm、体重 7～14gの日本では一番小さなネズミである。青森県、秋田県、岩手県などの北東北以北や南西諸島においてはまだ発見されていない。2018年時点での生息地の北限は宮城県仙台市である。それ以外の地域では少しずつ発見の報告があり、東京都町田市など比較的都心に近い場所での発見例も多い。ススキノ原が回復した東京都谷戸沢廃棄物広域処分場でも確認され学術報告されている。背中はオレンジ色、腹部は真っ白といった色をしている。後述のとおりイネはほとんど食べず、水田の雑草などを主食とする。
2015年に日本ユネスコ「プロジェクト未来遺産」で全国カヤネズミ・ネットワークの「京都桂川の生物多様性保全ーカヤネズミのすむ茅原を未来へつなぐ」が選ばれる。また同年に国連の催しの「生物多様性アクション大賞 2015」で「カヤネズミの住むカヤ原復活プロジェクト」も入賞する。

## 生態

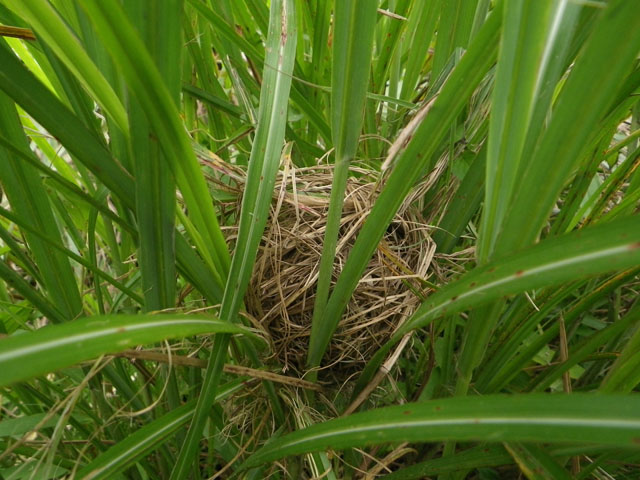
ススキに作られた巣

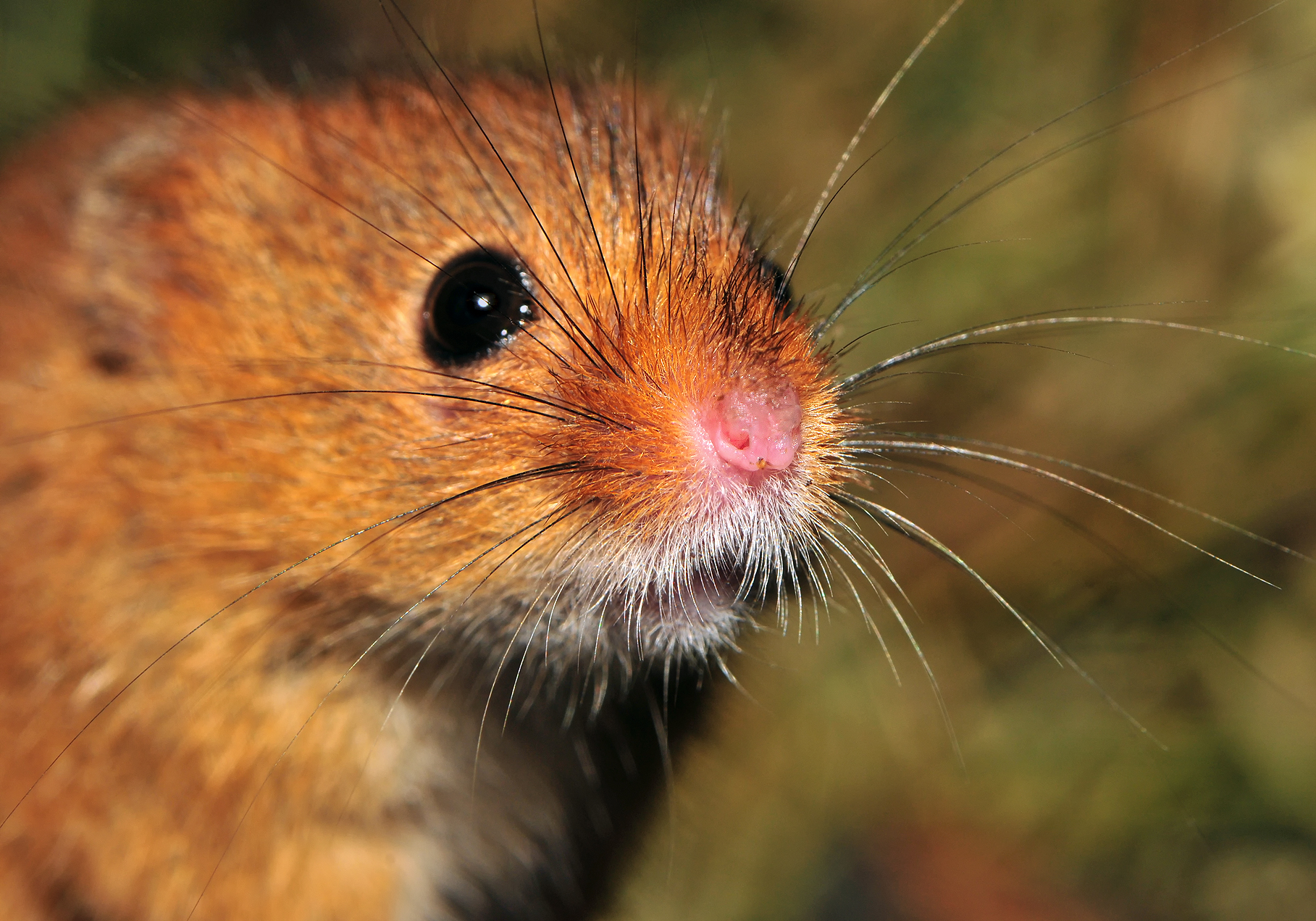

主に休耕田や河川敷などの、背丈の高い草原に暮らしている。ススキやオギ、チガヤなどイネ科の葉を利用し、地表から約1mの高さに直径10cmほどの小さな球形の巣を作る。葉を利用して巣を作ることで、周りの植物と同じ色となって同化することができる。この巣において出産や育児、休憩を取っている。
主にオヒシバやエノコログサなどイネ科植物の種子や、バッタやイナゴなどの昆虫を食べて暮らしている。おとなしい生物でドブネズミのように人家に上がりこむことはない。水田で栽培しているイネにも巣を作ることがあり、イネを食害する害獣とみなされることもあるが、2015年に滋賀県立大学が行った調査では、水田に現れるカヤネズミがイネを食べることはほとんどなく、主にスズメノヒエやイヌビエなどの雑草を食べることが確認されている。
寿命は1〜2年程度である。
かつては農村周辺に家畜の餌、屋根材料などの目的で利用するための茅場、あるいは家畜の放牧地などがあり、そのような草原に多数生息していた。近年、それらの場所が利用されなくなり、遷移が進んで雑木林化したり、逆に開発されて消失するなどして非常にその数を減らし、現在では国内の分布域の約8割のレッドリストに掲載されるまでに追い込まれている。